# Хорватія на літніх Олімпійських іграх 2008
Хорватія на літніх Олімпійських іграх  2008 була представлена 102  спортсменами у 15 видах спорту. 

## Медалісти
| Медаль | Спортсмени     | Вид спорту        | Дисципліна                         |
| ------ | -------------- | ----------------- | ---------------------------------- |
| Срібло | Філіп Уде      | гімнастика        | вправи на коні                     |
| Срібло | Бланка Влашич  | легка атлетика    | стрибки у висоту                   |
| Бронза | Снєжана Пейчич | Стрілецький спорт | пневматична гвинтівка, 10 м, жінки |
| Бронза | Сандра Шарич   | тхеквондо         | жінки, 67 кг                       |
| Бронза | Мартіна Зубчич | тхеквондо         | жінки, 57 кг                       |